# Strutturalismo (architettura)
Lo strutturalismo è un movimento architettonico che considera ogni elemento non nella sua singolarità, ma come parte di un'unica struttura, ovvero di un sistema basato sull’insieme delle relazioni tra gli elementi stessi. Uno dei protagonisti di questo movimento, diffusosi negli anni sessanta, prima in Francia e poi negli altri paesi, è Aldo van Eyck.